# Caralluma winkleriana
Caralluma winkleriana là một loài thực vật có hoa trong họ La bố ma. Loài này được (Dinter) E. Phillips mô tả khoa học đầu tiên năm 1941.